# Richard Stocker
Richard Stocker (* 4. Dezember 1832 in Wahlwies; † 13. Oktober 1918 in Waldshut) war ein deutscher Tenor, genannt Der Hegausänger.

## Leben
Im Hegau als Sohn eines Volksschullehrers geboren, wurde schon früh erkannt, dass Stocker eine große Stimme hatte. Das damalige Einkommen seines Vaters reichte jedoch nicht aus, ihm die entsprechende Ausbildung an einem Konservatorium zu finanzieren. Er musste sich zunächst in einer Schreibstube verdingen, ehe er – angeregt durch den Schauspieler und Musikschriftsteller Heinrich Josef Vincent (1819–1901) – im wahrsten Sinne des Wortes ein „Fahrender“ wurde. Seine Tenorstimme wurde in seiner Heimat, in den Hohenzollernschen Landen, in der Schweiz und in Österreich geliebt. Auf die von Stocker dargebrachten Schubert-Lieder wurden die Schriftsteller und Dichter Joseph Victor von Scheffel und Joseph Stöckle, zugleich Begründer des Scheffelbundes (Stocker gehörte dem Vorstand des Bundes seit seiner Gründung an und wurde 1912 dessen Präsident), aufmerksam. Beide setzten dem „Hegausänger“ literarische Denkmäler. Oft war Stocker Gast bei Scheffel auf dessen Bodenseeanwesen Mettnau, wo auch das „Hegausänger-Lied“ entstand, das Robert von Hornstein (1833–1890) vertonte und Anton von Werner illustrierte. Der Ruhm Stockers wuchs und es folgten – für damalige Verhältnisse enorm – Konzertauftritte unter anderem in Konstanz, Freiburg im Breisgau, Straßburg, Stuttgart, Ulm, Schaffhausen oder Winterthur. Der Hegausänger Richard Stocker wird in „'Nicht rasten und nicht rosten!' Jahrbuch des Scheffel-Bundes in Oesterreich für 1891“, S. 122 f., in zwei Gedichten von Joseph Stöckle dem Dichter Joseph Victor von Scheffel gegenübergestellt (Dichter und Sänger). Er erhält zum 70. Geburtstag, am 4. Dezember 1902, in „'Nicht rasten und nicht rosten!' Jahrbuch des Scheffel-Bundes für 1903“, S. 150, von Oskar Pach einen Aufsatz.
Im Hauptberuf blieb Stocker Beamter, zunächst bis 1885 in Engen, danach – bis zur Pensionierung – als Großherzoglicher Revisor in Waldshut. Nebenbei war er Konservator der Kunstdenkmäler des Bezirks Engen und Pfleger der Badischen Historischen Kommission. Das Gemeinschaftsgrab Stockers, seiner Frau Karolina Stocker geborene Müller (1835–1894) und der beiden Töchter Thusnelda Blech geborene Stocker (1862–1944) sowie Elisabeth Straub geborene Stocker (1867–1956) befindet sich auf dem „Alten Friedhof“ bei der Gottesackerkapelle in Waldshut.

## Auszeichnungen
- 1861: Ritterkreuz II. Klasse des Ordens vom Zähringer Löwen
- 1912: Eichenlaub zum Ritterkreuz des Ordens vom Zähringer Löwen
- 1919: Nach dem Ersten Weltkrieg wurden in Engen im Hegau Straßennamen eingeführt, darunter die „Richard-Stocker-Straße“
- In seinem Geburtsort Wahlwies wurde der „Richard-Stocker-Weg“ nach ihm benannt

## Werke
- Erinnerungsklänge aus der Mettnau. Lahr: Verlag Moritz Schauenburg, 1892.
- Komposition: Cantilena an den Schwarzwald (aus dem „Juniperus“ von Joseph Victor von Scheffel). Ein Cantus für Scheffelbündler. Erstveröffentlichung: „Jahrbuch des Scheffelbundes für 1893“. Stuttgart: Verlag Adolf Bonz & Comp., 1893; S. 268–271.